# Algebarska shema
Algebarska shema (ili jednostavno shema) vrsta je prostora u matematici, i osnovni formalni predmet izučavanja u njenoj grani koja se naziva algebarska geometrija. Algebarske sheme uveo je francuski matematičar Alexandre Grothendieck 1957. a do, u osnovi, iste ideje došao je i Pierre Cartier.  
Algebarske sheme su obično realizirane kao posebni (lokalno) prstenovani prostori, tj. topološki prostor opremljen snopom lokalnih prstenova.
Slično ideji apstraktne topološke mnogostrukosti, shema se lijepi od lokalnih dijelova, koji su ovaj puta modelirani na tzv. prostom spektru prstena, koji je model prstenovanog prostora. Prosti spektar kao skup sastoji se od prstena R sastoji se od svih prostih ideala prstena R; kao topološki prostor opremljen je na prirodan način tzv. topologijom Zariskoga. Kao prstenovani prostor određuje se na složeniji način. 

## Vanjske poveznice
- nLab